# Jason Thayaparan
Jason Thayaparan (* 1. Oktober 1995 in Trier) ist ein momentan vereinsloser deutsch-sri-lankischer Fußballspieler.

## Karriere

### Verein
Der Abwehrspieler stammt aus der Jugend des SV Konz und debütierte dort 2013 im Seniorenbereich. Nach dem zwischenzeitlichen Aufstieg in die Rheinlandliga verließ er den Klub wieder und schloss sich im Sommer 2016 dem Ligarivalen FSV Trier-Tarforst an. Nach zwei Jahren wechselte er weiter zum damaligen Oberligisten Eintracht Trier. Dort stieg Thayaparan mit dem Verein zur Saison 2022/23 sowie 2024/25 in die viertklassige Regionalliga Südwest auf. Im Sommer 2025 verließ der Innenverteidiger den Verein nach insgesamt sieben Jahren mit unbekanntem Ziel.

### Nationalmannschaft
Thayaparan, dessen Vater aus Sri Lanka stammt, wurde im Jahre 2022 erstmals in das Trainingslager der sri-lankischen A-Nationalmannschaft in Doha eingeladen und debütierte dann am 22. März 2024 im Testspiel gegen Papua-Neuguinea (0:0) für die Auswahl von Trainer Andy Morisson. Auch drei Tage später stand er beim 2:0-Heimsieg über Bhutan erneut die komplette Spielzeit auf dem Feld.